# Camilla Fabri
Camilla Fabri Saab (Roma, Italia, 2 de diciembre de 1994) es una modelo italiana. Camilla inicialmente trabajó como vendedora en una tienda de ropa en Milán, siendo aspirante a modelo y teniendo algunas apariciones en televisión. A finales de 2019 se mudó a Moscú tras investigaciones fiscales en su contra en Italia y posteriormente de radicó en Caracas, donde formó parte del Movimiento Free Alex Saab y pidió la libertad de su esposo, el empresario colombiano Alex Saab. Actualmente es solicitada por la justicia italiana, imputada por blanqueo de capitales y cargos relacionados.

## Biografía
Camilla nació en las afueras de Roma en 1994. A partir de 2012 comenzó a trabajar como vendedora en una tienda de ropa en Milán. Tuvo apariciones en televisión y fue aspirante a modelo. En 2014, Fabri se describió como estudiante, que se dedicaba al modelaje como hobby y para reunir dinero, y que quería ser presentadora o columnista. Tras investigaciones fiscales en su contra en Italia a finales de 2019, Camilla vivió en Moscú. Después de la extradición de su esposo en 2021, el empresario colombiano Alex Saab, se radicó en Caracas.
Tras la detención y extradición de su esposo, Camilla ha formado parte del Movimiento Free Alex Saab y participado en varios de sus actos, sosteniendo su inocencia y pidiendo su liberación. En 2023, Fabri fue miembro de la delegación del gobierno venezolano en negociaciones con la oposición en Barbados y, como tal, una de las firmantes del homónimo Acuerdo de Barbados posteriormente.Según la periodista Sebastiana Barráez, Camilla ha financiado al portal de desinformación venezolano Venezuela News.
En 2024 fue productora del programa de televisión "Factor M", transmitido en TVES, cuyo objetivo era elegir las canciones de la campaña en las elecciones presidenciales de Venezuela para el candidato de gobierno Nicolás Maduro.

## Investigaciones
En 2016, Camilla firmó un contrato de arrendamiento de 5.800 euros mensuales por una casa en el barrio Parioli de Roma. Al año siguiente compró un automóvil Range Rover Evoque por 54.000 euros, y en 2018 compró un apartamento en el cuarto piso de la via Condotti 9, una de las calles más afluentes de Roma, valorado en 4,7 millones de euros.Anteriormente Fabri había declarado que era una vendedora a trabajo parcial y un sueldo de 1.840 euros.
En octubre de 2019, debido a que su patrimonio no coincidía con su declaración de ingresos y tras investigaciones sobre una trama de lavado de dinero con sede en Venezuela, las autoridades incautaron activos de Camilla con un valor de 10 millones de euros, incluyendo su apartamento en la via Condotti y obras de arte del artista pop Edward Spitz.
En 2022 Italia emitió una orden de arresto contra Camilla por los cargos de asociación delictiva, además de blanqueo de capitales, autoblanqueo y transferencia fraudulenta de activos. También se emitieron órdenes de arresto contra su esposo Alex Saab y tres familiares suyos, imputados con los mismos cargos.

## Vida personal
Fabri se casó con el empresario colombiano Alex Saab en 2014, con quien tiene dos hijas. En su libro sobre Alex Saab, el periodista colombiano Gerardo Reyes describe que Camilla y Saab se conocieron en un restaurante en Francia y que comenzaron a salir poco después.Anteriormente también tuvo una relación con el futbolista brasileño Felipe Anderson.